# 88 (število)
88 (óseminósemdeset) je naravno število, za katero velja 88 = 87 + 1 = 89 - 1.

## V matematiki
- sestavljeno število.
- četrto nedotakljivo število, saj ne obstaja nobeno takšno celo število x, da bi bila vsota njegovih pravih deliteljev enaka 88.
- Zumkellerjevo število.

## V znanosti
- vrstno število 88 ima radij (Ra).

## Drugo
- identifikator ISBN za knjige tiskane v Italiji in Švici.
- 88 pomeni tudi »Heil Hitler«. H je osma črka angleške in nemške abecede. 88 torej pomeni »HH« in je del imen mnogih neonacističnih organizacij.
- v radioamaterski govorici 88 pomeni »poljub«

### Leta
- 488 pr. n. št., 388 pr. n. št., 288 pr. n. št., 188 pr. n. št., 88 pr. n. št.
- 88, 188, 288, 388, 488, 588, 688, 788, 888, 988, 1088, 1188, 1288, 1388, 1488, 1588, 1688, 1888, 1888, 1988, 2088, 2188